# Jacques Henry
Pour les articles homonymes, voir Henry.
Jacques Henry, dit Old Jack, est un pilote de rallye automobile français privé des années 1970, né le 14 mai 1942 à Lure (Haute-Saône) et mort le 19 novembre 2016 à Roye (Haute-Saône).

## Biographie

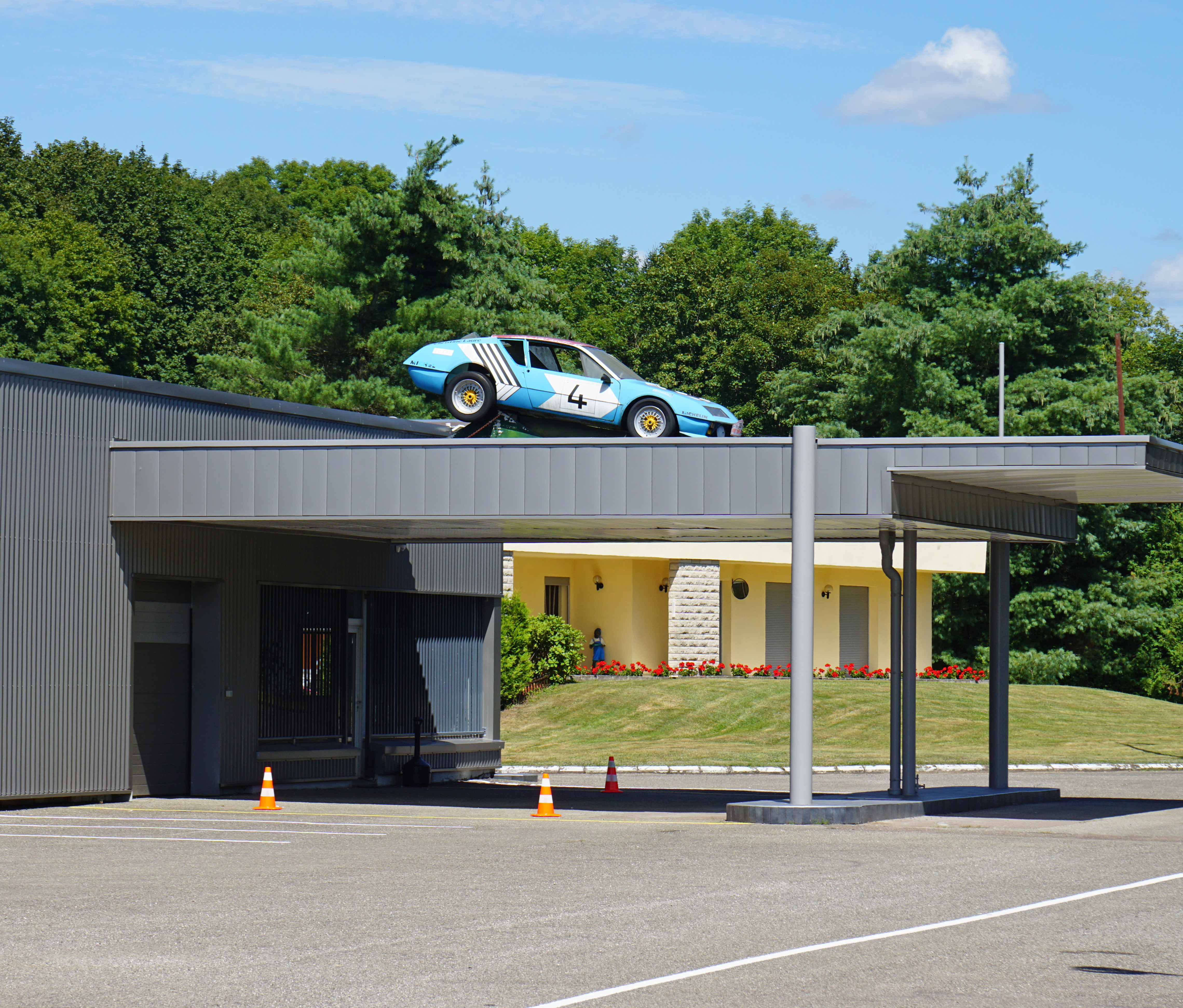
Une Alpine A310 sur l'ancien garage Jacques Henry à Roye (2016).

Jacques Henry commence la compétition en 1963.
Son palmarès est riche de victoires en épreuves rallystiques nationales de renom. Ses deux titres nationaux sont acquis alors qu'il prépare lui-même ses voitures dans son garage personnel, construit au bord de la RD 619, entre les villages de Roye et de La Côte, près de la ville de Lure.
En WRC, il termine 5e du tour de Corse et 6e du rallye Monte-Carlo en 1975.
Il participe également aux 24 Heures du Mans en quatre occasions, entre 1973 et 1978.
Il a été le Président de l’Association Sportive Automobile Luronne, fondée par lui-même et deux autres pilotes du département le 13 mars 1972 à Lure,,.
Il est le père de Patrick Henry, lui aussi pilote, champion de France des rallyes en 2007 en 307 WRC et de Stéphane Henry.
Il meurt le 19 novembre 2016,. Ses obsèques se déroulent le 22 novembre suivant à l'église Saint-Martin de Lure.

## Palmarès

### Titres
- Double champion de France des rallyes sur Alpine-Renault A110bis, en 1974 et 1975[5] ;
- Challenge Alpine, en 1968 (meilleur pilote privé pour la marque) ;
  - 3e du championnat de France des rallyes en 1969, et en 1971 sur Alpine A110 (avec alors Bernard-Étienne Grobot).

### Victoires
- Rallye de Franche-Comté : 1967 (sur Ford Cortina-Lotus) ;
- Rallye d'Antibes : 1970 (avec Ulcus sur Alpine A110) ;
- Quatre-Vingt-Seize Heures du Nürburgring : 1971 (avec Jean-Luc Thérier) ;
- Rallye Grasse-Alpin : 1971 ;
- Ronde (puis Critérium) de Touraine : 1974 et 1975 ;
- Rallye de Lorraine : 1974, et 1975 (Ronde des Vosges) ;
- Critérium de la Côte d'Azur : 1974 ;
- Rallye du Mont-Blanc : 1974 ;
- Ronde Cévenole : 1974 ;
- Rallye du Var : 1974 ;
- Critérium Neige et Glace : 1975 ;
- Ronde de la Giraglia : 1975 ;
- Rallye de la Châtaigne : 1975 ;
- Tour de France automobile : 1976.